# ريان ستانتون
ريان ستانتون هو لاعب هوكي الجليد كندي، ولد في 20 يوليو 1989 في سانت ألبرت في كندا.

## وصلات خارجية
- ريان ستانتون على موقع دوري الهوكي الوطني (الإنجليزية)
- ريان ستانتون على موقع EliteProspects.com (الإنجليزية)
- ريان ستانتون على موقع HockeyDB.com (الإنجليزية)
- ريان ستانتون على موقع Hockey-Reference.com (الإنجليزية)